# Vengaboys
I Vengaboys sono un gruppo europop olandese formatosi nel 1997.
Il gruppo ha riscosso successo a livello internazionale a cavallo tra gli anni novanta e gli anni duemila con canzoni di successo come Up and Down, We're Going to Ibiza, Boom, Boom, Boom, Boom!! e We Like to Party! (The Vengabus)
Dopo il successo di questi singoli, estratti dal loro primo disco The Party Album!, il successo del gruppo è continuato nei primi anni duemila con il loro secondo album di inediti, The Platinum Album, da cui sono stati estratti altri singoli di successo come Shalala Lala e Uncle John from Jamaica. Nel frattempo è stato pubblicato anche un album di remix.

## Storia
Il nome prende origine da Nakatomi, un cantante spagnolo facente parte del vecchio progetto del produttore, che continuava a cantare "venga" (dai) nelle sue canzoni. Per questo chiamò "Vengaboys" il suo progetto seguente.
Tra il 1992 e il 1997 vengaboys era il nome con cui venivano chiamati due popolari DJ, Danski (Dennis van den Driesschen) e Delmundo (Wessel van Diepen), duo di gran successo sulle spiagge della Spagna (ma soprattutto di Ibiza) che giravano a bordo di un vecchio scuolabus dando vita ad improvvisati house party sulla spiaggia, che venivano spesso interrotti dall'arrivo delle autorità.
Nell'estate del 1995 i due DJ avevano deciso di assoldare quattro giovani ballerini di diverse nazionalità fedelissimi partecipanti alle loro serate (Roy, Denise, Kim e Robin, due ragazzi e due ragazze) per formare un gruppo.
Inizialmente il quartetto fungeva da coreografia, per rendere più vivaci le serate dei DJ, regalando spettacoli oltraggiosi, molti dei quali includevano animali vivi, suore-cantanti, mobili dati alle fiamme e taniche di vaselina.
Con l'andare del tempo il termine vengaboys passò ad identificare il gruppo di ballerini.

### Il successo europeo
Dopo i primi due singoli, Parada de tettas e To Brazil!, non di particolare successo, il gruppo ha pubblicato per l'etichetta discografica Strictly Rhythm il singolo Up and Down, uscito nel dicembre del 1998, entrando nelle classifiche di numerosi paesi europei. Contemporaneamente al singolo è stato pubblicato anche l'album di debutto del gruppo, intitolato The Party Album!, che ha riscosso un notevole successo nelle classifiche europee e in particolare in Australia, Nuova Zelanda, Paesi Bassi e Regno Unito.
Il successo dell'album è stato supportato dagli ottimi consensi ottenuti dalle canzoni che ne sono state estratte; oltre a Up and Down, infatti, hanno riscosso un ottimo successo anche We Like to Party! (The Vengabus), Boom, Boom, Boom, Boom!! e We're Going to Ibiza
Tutti e tre i singoli hanno riscosso un notevole successo nelle classifiche di tutta Europa; in Regno Unito, sia Boom, Boom, Boom, Boom!! che We're Going to Ibiza hanno raggiunto la prima posizione della classifica dei singoli, mentre We Like to Party! (The Vengabus) si è piazzato al quarto posto, ma tutti e tre i singoli hanno riscosso successo in numerosi paesi. In particolare, Boom, Boom, Boom, Boom! ha raggiunto le prime posizioni di Paesi Bassi, Belgio, Svezia, Norvegia e Nuova Zelanda. Con questo brano, nel 2000, il gruppo ha anche partecipato, in Italia, all'annuale manifestazione musicale Festivalbar.

### L'album di remix e il secondo disco
Cavalcando il successo del loro primo disco e dei rispettivi singoli, l'etichetta discografica ha pubblicato, nel 1999, solamente nei Paesi Bassi e in Belgio la raccolta Greatest Hits! Part 1, che ha raggiunto la prima posizione proprio nella loro nazione d'origine. Nel 2000 è stato invece pubblicato un album di remix, intitolato semplicemente The Remix Album!, di minor successo rispetto ai precedenti e promosso solamente da un megamix.
Nello stesso periodo il gruppo ha registrato il secondo disco, intitolato The Platinum Album e pubblicato nel marzo 2000.
Anche questo loro secondo lavoro ha ottenuto ottimi riscontri di vendita, raggiungendo alte posizioni nelle classifiche di Nuova Zelanda, Svizzera, Austria e Paesi Bassi. Il loro secondo disco è stato promosso da altre canzoni di successo come Kiss (When the Sun Don't Shine), nuovo successo europeo, Shalala Lala, dagli ottimi risultati di vendite e Uncle John from Jamaica, di minor successo e ugualmente ben conosciuto in tutta Europa.
Altri singoli estratti da questo disco sono stati Cheekah Bow Bow (That Computer Song) e Forever as One, di successo nettamente inferiore ai precedenti.

### Lo scioglimento e la riformazione
Dopo il successo di The Platinum Album, il gruppo è sparito dalle scene musicali
Sul finire del 2001 anche Denise ha deciso di lasciare il gruppo perché terrorizzata dall'idea di volare in seguito dell'attacco terroristico dell'11 settembre 2001. Ha così intrapreso una carriera da solista; durante i primi mesi del 2003 è stato pubblicato il suo primo singolo dal nome Straght up, che non ha riscosso successo.
All'inizio del 2002 anche Yorick ha lasciato il gruppo, essendo stato scelto per un ruolo in un musical chiamato Alladin.
I due furono sostituiti da due nuovi membri: Mark e Lilly.
Nel 2004 il gruppo indisse uno spettacolo d'addio al quale parteciparono tutti i componenti vecchi e nuovi della band. Tuttavia, dal 2007 hanno ripreso l'attività dal vivo.
Nel 2019, in occasione del ventesimo anniversario del gruppo, hanno pubblicato i singoli Boom, Boom, Boom, Boom!! - Unplugged e We' re going to Ibiza! - Unplugged. 

## Formazione

### Formazione attuale
- Kim Sasabone (1997-2004, 2006-oggi)
- Denise van Rijswijk (1997-2002, 2006-oggi)
- Robin Pors (1997-1999, 2009-oggi)
- Donny Latupeirissa (2006-oggi)

### Ex componenti
- Yorick Bakker (1999-2002, 2006-2009)
- Roy Den Burger (1997-2004)
- Mark Van Dale (2002-2004)
- Lilly Allen (2002-2004)
- Travis McQueen (2000-2001)

### Altri membri
- Wessel van Diepen (1997-2004) - produttore
- Dennis van den Driesschen (1997-2004)  - produttore
- Tom Hatton (1999-2002) - coreografo

## Discografia

### Album in studio
- 1998 – The Party Album
- 2000 – The Platinum Album

### Raccolte
- 1999 – Greatest Hits! Part 1
- 1999 – The Party Mixes 2
- 2000 – The Remix Album!
- 2001 – The Best of Vengaboys

### Singoli
- 1997 – Parade Des Tettas
- 1998 – To Brazil!
- 1998 – Up & Down
- 1998 – We Like to Party! (The Vengabus)
- 1998 – Boom, Boom, Boom, Boom!!
- 1999 – We're Going to Ibiza
- 1999 – Megamix
- 1999 – Kiss (When the Sun Don't Shine)
- 2000 – Shalala Lala
- 2000 – Uncle John from Jamaica
- 2000 – Cheekah Bow Bow (That Computer Song)
- 2001 – Forever as One
- 2010 – Rocket to Uranus
- 2013 – Hot Hot Hot
- 2014 – 2 Brazil!
- 2016 – The Sign
- 2019 – Unplugged #1's
- 2020 – Up & Down (con Timmy Trumpet)
- 2021 – 1999 (I Wanna Go Back)